# Theridion trifile
Theridion trifile là một loài nhện trong họ Theridiidae.
Loài này thuộc chi Theridion. Theridion trifile được Eugène Simon miêu tả năm 1907.